# Heinrich Päs
Heinrich Päs (* 27. Juni 1971 in Bremen) ist ein deutscher Physiker und Professor an der Technischen Universität Dortmund. Er ist Mitglied im Editorial Board der Fachzeitschrift Physical Review D.

## Leben
Nach dem Abitur 1990 am Alten Gymnasium Bremen studierte Päs Physik und Philosophie an den Universitäten Bremen und Heidelberg. Er promovierte 1999 bei Hans Volker Klapdor-Kleingrothaus am
Max-Planck-Institut für Kernphysik mit einer Arbeit zum neutrinolosen Doppelbetazerfall. Danach arbeitete er als Postdoc an den Universitäten Valencia, Vanderbilt (Nashville), Würzburg und Hawaii (Honolulu). Er habilitierte sich 2005 zum Thema Neutrinos und Teilchenphysik jenseits des Standardmodells in Würzburg. Ab 2007 war er zunächst Assistant Professor an der University of Alabama und ab dem Wintersemester 2007/2008 Professor an der (Technischen) Universität Dortmund. Päs war Deutscher Hochschulmeister und Jüngstennationalmannschaftsmitglied im Segeln.

## Forschung
Päs forscht auf dem Gebiet der Teilchen- und Astroteilchenphysik, speziell an Neutrinos und der Struktur von Raum und Zeit. Zusammen mit Martin Hirsch und Werner Porod beschrieb er 2013 im Scientific American und 2014 im Spektrum der Wissenschaft, wie Ergebnisse in Neutrinoexperimenten und am LHC komplementäre Informationen über Teilchenphysik jenseits des Standardmodells ermöglichen. 2005 diskutierte er zusammen mit Thomas Weiler und Sandip Pakvasa die Möglichkeit, dass sterile Neutrinos Abkürzungen in Extra-Dimensionen nehmen könnten. 2009 zeigten dieselben Autoren zusammen mit James Dent, dass solche Raumzeit-Szenarien im Prinzip geschlossene zeitartige Kurven (Zeitreisen) ermöglichen könnten. 2014 schlug er zusammen mit Torsten Heinrich und Benjamin Knopp vor, der psychologische Zeitpfeil könnte eine evolutionäre Ursache haben. 2015 entwickelte er zusammen mit Arjun Berera, Roman Buniy, Thomas Kephart und Joao Rosa einen neuartigen Mechanismus der kosmischen Inflation,
der erklären könnte, warum das Universum genau drei (große) Raumdimensionen aufweist.

## Schriften (Auswahl)
2011 erschien sein Buch Die perfekte Welle – Mit Neutrinos an die Grenzen von Raum und Zeit (Piper Verlag, Longlist zum Wissensbuch des Jahres 2012, Bericht in Die Zeit), 2014 die englische Ausgabe The Perfect Wave – With Neutrinos at the Boundary of Space and Time (bei Harvard University Press, Bericht in The Wall Street Journal).
2023 erschien dann sein Buch The One: How an Ancient Idea Holds the Future of Physics (Icon Books), eine physikalisch-philosophisch-historische Abhandlung zum Monismus, der laut Päs der Wissenschaft helfen könnte, die „große Theorie von Allem“ zu erreichen, nach der sie seit Jahrzehnten strebt. 